# Watermolen te Mol
De Watermolen te Mol is een naamloze watermolen op de Molse Nete in het centrum van de Belgische gemeente Mol. Ze is gelegen aan Het Getouw, iets ten oosten van het centrum en deed dienst als korenmolen.
De molen bestond mogelijk al in 774, maar weer waarschijnlijk is de datering tussen 800 en 1000. In 1223 werd het bezit van de molen betwist tussen de Abdij van Corbie en de heer van Mol. De laatste verwierf de molen, die dienstdeed als banmolen. In de 14e eeuw werd de Molse Nete deels verlegd naar de Scheppelijke Nete om de watervoorziening van de molen te garanderen en tevens bevloeiing van de beemden mogelijk te maken. Niettemin kwamen er sinds die tijd klachten over wateroverlast.
Omstreeks 1580 werd de molen door krijgshandelingen verwoest en in 1758 werd ze herbouwd tot het huidige gebouw, dat echter kleiner is dan het oorspronkelijke. In 1789 werd het ancien régime afgeschaft en daarmee ook het instituut banmolen. Gevolg was dat de molen nu onderhevig was aan concurrentie waardoor het belang ervan afnam. In 1906 werd de molen onteigend door de gemeente, waarna ze nog gewerkt heeft tot 1910. Toen liet de gemeente Mol de sluis en het waterrad afbreken om de wateroverlast te verminderen. Later is ook het molenhuis verdwenen. Het molengebouw werd in 1985 gerenoveerd, maar het maalwerk was reeds verdwenen. In 2005 werd een nieuw houten waterrad geplaatst.
De molen wordt beheerd door Natuurvereniging "De Gagel" die er een klein natuureducatief centrum, "De Beekjuffer" geheten, in heeft gevestigd.

## Externe bron
- Molenecho's
- Watermolen in de inventaris van het agentschap Onroerend Erfgoed

- Inventaris van het Bouwkundig Erfgoed (Vlaanderen): 52735